# Надеин, Александр Владимирович
Александр Владимирович Надеин (24 марта 1961, Пермь, РСФСР, СССР — 25 декабря 1979, Афганистан) — советский и российский военнослужащий, в звании рядовой, крановщик. Кавалер ордена Красной Звезды,  посмертно. Служил крановщиком парашютно-десантной роты 350-го парашютно-десантного полка 103-й ВДД.

## Биография
Александр родился 24 марта 1961 года в городе Пермь Пермской области.
По национальности — русский. Работал в автоколонне №4.
В Вооружённые силы СССР был призван 20 октября 1979 года Орджоникидзевским РВК Перми.
В Республике Афганистан появился в декабре 1979 года. Служил крановщиком парашютно-десантной роты 350-го парашютно-десантного полка 103-й ВДД.
Погиб 25 декабря 1979 года в ходе операции по вводу ограниченного контингента советских войск в Афганистан.
Похоронен в посёлке Верхняя Курья Мотовилихинского района Перми .

## Катастрофа

### Ил-76 (самолёт)[2]
25 декабря 1979 года Советский Союз начал ввод своих войск на территорию Афганистана.
Приказ на пересечение советско-афганской границы был отдан в 15:00, а в 18:00 местного времени (15:00 по московскому времени) военно-транспортные самолёты начали переброску десанта по воздуху на аэродромы Кабул и Баграм.
Переброска войск по воздуху проходила в высоком темпе. Уже стояла ночь и шёл снегопад, а Ил-76 прибывали с интервалами в несколько минут. Но вскоре с авиабазы Баграм сообщили, что до сих пор не прибыл седьмой по счёту самолёт, которым был борт 86036. С аэродрома Мары при этом передали, что он вылетел от них. Были опрошены экипажи других самолётов, и экипаж восьмого самолёта сообщил, что при выполнении захода он увидел, как в темноте слева по курсу возникла вспышка. Это в данной ситуации означало, что Ил-76 разбился.
30 декабря в 16:00 с вертолёта Ми-8 борт 420 доложили об обнаружении места катастрофы — высота 4269 (36 километров от Кабула). Отклонившись от схемы захода, самолёт в 19:33 ударился о гребень скалы и разломился пополам, после чего части фюзеляжа упали в ущелья и разрушились. Все люди на борту погибли. На то время это была крупнейшая авиакатастрофа в Афганистане и с участием Ил-76. 1 января в 10:30 поисковая экспедиция обнаружила переднюю часть фюзеляжа с телами лётчиков. Остальная часть фюзеляжа с десантниками, техникой и вооружением упала в труднодоступное ущелье. Обнаружить её удалось только в 2005 году.

## Звания и награды
- Орден Красной звезды (посмертно)

## Издательства
- По данным «Книги памяти о советских воинах, погибших в Афганистане: в 2-х т. – Москва: Воениздат, 1995-1999 гг.». (Книга памяти о советских воинах, погибших в Афганистане : в 2 т. / М-во обороны Рос. Федерации. Гл. организац.-мобилизац. упр. Генер. штаба; ред. комис.: В. И. Бологов - пред. и др. - Москва : Воениздат, 1995. Т. 2: М-Я. - 719 с. - С.123 - ISBN 5-203-01280-6)